# Rifugio Giorgio Bertone
Das  Rifugio Giorgio Bertone  ist eine Schutzhütte im Aostatal in den Walliser Alpen. Sie liegt in einer Höhe von 1979 m s.l.m. im Seitental Val Ferret  in der Gemarkung Pré Monte della Saxe innerhalb der Gemeinde Courmayeur. Die Hütte wird von Mitte März bis Anfang Mai und von Anfang Juni bis Ende September bewirtschaftet und bietet in dieser Zeit 42 Bergsteigern Schlafplätze.
Die Schutzhütte liegt sowohl am Höhenweg Alta via della Val d’Aosta n.1 als auch an der Tour du Mont-Blanc.

## Aufstieg
Der Aufstieg zur Hütte beginnt im Ortsteil Plampincieux.
Für den gesamten, keinerlei Schwierigkeiten aufweisenden Weg vom Parkplatz bei der Kapelle von Plampincieux bis zum Rifugio Giorgio Bertone sind ungefähr 1½ Stunden zu veranschlagen. Alternativ kann die Hütte innerhalb der gleichen Zeit vom Ortsteil Villair über das Val Sapin begangen werden.

## Geschichte
Die Schutzhütte wurde im Jahr 1982 eingeweiht und dem Alpinisten und Bergführer Giorgio Bertone gewidmet, der mit seinem Flugzeug am Freney-Gletscher tödlich verunglückte.

## Tourenmöglichkeiten

### Übergänge
- Übergang zum Rifugio Walter Bonatti – (2025 m) über den Col Sapin (2436 m)
- Übergang zum Rifugio Maison Vieille – (1956 m)
- Übergang nach Saint-Rhémy-en-Bosses über den Col Sapin (2436 m) und den Col de Malatrà (2925 m)

### Gipfeltouren
Folgende Gipfel können von der Hütte erreicht werden:
- Mont de la Saxe – 2348 m
- Testa della Tronche – 2584 m